# Grupa rozpoznawcza
Grupa rozpoznawcza - element rozpoznania taktycznego wysyłany przez związki taktyczne lub oddziały w celu prowadzenia rozpoznania przeciwnika i terenu w ruchomych rodzajach walki, w marszu, a także w obronie przy braku bezpośredniej styczności z przeciwnikiem.
Drugie znaczenie; pododdział (5-9 żołnierzy) ze składu kompanii specjalnej.